# Murat Boz
Murat Boz (en turc : Murat Boz, né le 7 mars 1980), est un chanteur, parolier, musicien et auteur-compositeur-interprète turc. Il a commencé sa carrière en 2006. Né à Zonguldak, il a déménagé à Istanbul après avoir terminé ses études primaires et secondaires dans le quartier Ercili de Zonguldak. En 1999, il rejoint l'université Bilgi d'Istanbul, et après avoir terminé ses études dans cette université, il poursuit ses études à l'Université technique d'Istanbul. Parallèlement, il a donné des cours de chant à de nombreux chanteurs, comme Tarkan.
Murat Boz commence sa carrière en tant que chanteur solo avec la sortie de son single Aşkı Bulamam Ben. L'année suivante, son premier album studio Maximum est mis en vente et remporte plusieurs prix. Au début de l'année 2009, il sort son deuxième album Şans. Il en a filmé six chansons de clips vidéo : Uçurum, Para Yok, Özledim, Sallana Sallana et Adını Bilen Yazsın. En 2010, après la mise en vente de son single La vie est belle pour toi, il sort son troisième album, Mon amour est plus grand que moi. En 2013, Mourad Boz sort son single Hadi İnşallah.
Le pianiste, violoniste et flûtiste Murat Boz est considéré comme une interface publicitaire pour de nombreuses compagnies. Il a participé au programme turc The Voice comme membre du jury au cours des trois premières saisons, qui se sont déroulées entre 2011 et 2014. Il est le membre gagnant du jury de la première saison. Il a remporté trois Papillons d'or et deux Kral.

## Biographie

### Jeunesse et débuts
Il est né dans la région d'Arieli de la ville de Zanguldak, en Turquie, des époux Aicha Nidert et Jaafar Boz, il est le deuxième enfant après son frère, qui s'appelle Ali,,. Sa mère l'a dirigé pour rejoindre des compétitions de musique après qu'il a fini l'école primaire et secondaire et aussi pour rejoindre l'École de Beaux-Arts. Après avoir passé avec succès les examens de compétence auxquels il entre en 1995, il commence ses études à l'École des beaux-arts d'Anatolie, une école interne à Istanbul, où il a continué à étudier pendant quatre ans. Il y a appris à jouer du piano et du violon. Il obtient la première place au concours de musique et de danse populaire organisé entre les écoles, qui a été préparé par le journal Al-Qawmiya en 1998, puis il a rejoint le département « Jazz Vocal » à l'Université Bilgi d'Istanbul, ensuite il a rejoint l'Institut de musique à l'Université technique d'Istanbul.
Au début des années 2000, il commence à gagner de l'argent grâce aux cours de chant qu'il donnait, et son premier élève a été Amal Muftuoğlu. Après cela, il a accompagné en tant que musicien de nombreux chanteurs dans l'enregistrement de leurs albums, à savoir : Burcu Guneş, Dimit Saghri Oglu, Groupe Hepsi, Hand Manson, Nazan Oncel, Nil Karaibrahimgil, Nilufer et Tarkan. Le chanteur qui a travaillé le plus avec lui est Tarkan, qui lui a donné des cours de chant pendant au moins six ans. En 2004, il joue un rôle dans le clip Bronzlaşmak du chanteur Nil Karaibrahimgil, et son album Nile FM, dans lequel cette chanson occupe une place, sort en 2004. L'année suivante il accompagne le groupe Hepsi dans sa chanson Bir de l'album Yalan, sorti en 2005.

### MaximumetŞans(2006—2010)
En juillet 2006, Murat Boz a sorti son single Aşkı Bulamam Ben, qui a été écrit et composé par Nil Karaibrahimgil . Suleyman Yuksel a produit un clip vidéo pour cette chanson. En octobre, le chanteur termine son premier album studio. Début 2007, son album Maximum est proposé à la vente, produit par Stardium. Tarkan, Ozan Çolakoglu, Umit Sayin et Mustafa Ceceli l'ont soutenu sur cet album. Deux chansons de cet album ont été filmées sous forme de clip vidéo : Maximum et Püf. Et tandis que le premier clip de ces deux chansons s'est classé troisième dans la liste des « vingt meilleurs chansons en Turquie » au magazine Billboard, le deuxième clip représentait la Turquie dans le concours (OGAE Video), qui représente l'organisation des fans du Concours européen de la chanson, pour se classer également le troisième,. En 2007, il remporte un prix des Golden Butterfly Awards et un prix des Istanbul FM Golden Awards, dans la catégorie du meilleur artiste émergent,.
En juillet 2008, Murat Boz sort son album Uçurum et s'associe à la société de production et label Dokuz Sekiz Müzik. La chanson, qui porte le nom de l'album, atteint la 5e place de la liste des « vingt meilleures chansons en Turquie ». Murat Boz dit avoir continué à préparer son deuxième album, Şans, durant les mois d'été 2008. Cet album est publié en février 2009, et est produit par le label Dokuz Sekiz. 17 000 exemplaires de l'album ont été vendus au cours des six premiers mois depuis l'année de publication. La chanson Para Yok, qu'il a sorti avec un clip vidéo avant la sortie de l'album, s'est hissée au cinquième rang de la liste des « vingt meilleures chansons en Turquie ».
Il a filmé plus d'un clip vidéo après cette chanson, qui sont Özledim, Her Şeyi Yak, Sallana Sallana, Gümbür Gümbür, İki Medeni İnsan. Les deux chansons Özledim et Sallana Sallana se sont classés parmi les cinq premières chansons du top 20 du Billboard turc,. Boz a fait une nouvelle distribution de sa chanson İki Medeni İnsan en filmant un duo avec l'auteur et compositeur de la chanson Soner Sari Gabaday et en la présentant comme un single. La chanson a été nommée pour le prix du meilleur duo pour l'année 2011, mais ce prix a été remporté par Mustafa Ceceli et Alvan Gunayden pour le duo Eksik que les deux artistes ont présenté ensemble.
La chanson Hayat Sana Güzel est proposé à la vente comme single en 2011, et cette dernière a été écrite et composée par Soner Sarikabadayi. Cette chanson a été utilisée comme une chanson promotionnelle pour la campagne organisée pour elle qui porte le même nom, afin de rechercher un nouveau chanteur. En plus, l'un des remix qu'il a présenté lors de son travail en solo a été nommé dans la catégorie meilleurs remix chansons, mais elle n'a pas remporté le prix.

### Aşklarım Büyük BendenetHadi İnşallah(2011—2015)
Murat Boz a rapporté qu'il avait pu sortir son troisième album au cours des mois d'été 2011 et qu'il avait continué à préparer son nouvel album à Londres à la fin de la même année. En avril 2011, il sort son single, qui porte le même nom que l'album, qui est accompagné d'un clip vidéo qu'elle a filmé par Bourak Artach. En mai 2011, il propose à la vente son troisième album, Aşklarım Büyük Benden, dans le cadre d'un contrat avec le label Dokuz Sekiz. 35 000 exemplaires de cet album ont été vendus et il a gagné un prix de l'Université Qader Khas. Bien que l'album ait été nommé pour un prix organisé par un magazine politique dans la catégorie du meilleur album, il n'a pas réussi à obtenir le prix,,. Après cela, il a filmé un clip vidéo pour les chansons suivantes : Hayat Öpücüğü, Geri Dönüş Olsa, Kalamam Arkadaş, Bulmaca, et enfin un clip vidéo Hayat Öpücüğü. Deux de ces chansons arrivent en tête de la liste officielle de la Turquie (Nielsen) : Geri Dönüş Olsa et Kalamam Arkadaş. En 2012, Murat Boz remporte le prix du meilleur chanteur de musique pop aux prix Golden Butterfly, puis il remporte le prix du meilleur chanteur aux prix Royal Music.
Le 14 août 2012, Murat Boz sort son premier album de remixes, Dance Mix, produit par Dokuz Sekiz. En plus des autres remixes qu'il a interprétés de certaines des chansons de ses deuxième et troisième albums, il a ajouté à la liste de ces chansons la chanson Yazmışsa Bozmak Olmaz, qu'il a interprétée sur l'album 130 Bpm Allegro, qui est un album du chanteur Ozan Doğulu. Lors de tournage du clip vidéo des chansons de remix Özledim et Geri Dönüş Olsa qui sont inclus dans l'album, le remix de la chanson Geri Dönüş Olsa a remporté le prix du meilleur remix aux Turkey Music Awards 2013. Le jour même de la sortie de l'album, il a été convenu de divorcer d'Elise Sakochoglu dans la région de Hazro à Diyarbakir, en Turquie, qu'il a épousée le 10 octobre 2008 dans la ville de Passau, en Bavière, Allemagne. En 2008, il enregistre un duo avec Oguz Berkari Fidan, la chanson Olmuyor, qui a été mis en vente en accord avec le label Dogan, faisant la promotion de sa chanson Vazgeçmem. En juillet 2013, il annonce travailler sur son nouvel album. En avril 2014, il accompagne Gulşen dans la chanson İltimas. En juillet 2014, il se sépare de sa petite amie, Elise Sakochoglu, après une relation de huit ans.

### Suites (depuis 2016)
En 2019, Boz joue dans le film comique Öldür Beni Sevgilim avec Seda Bakan. Sorti le 1er mars 2019, le film n'a pas connu de succès commercial, et, en juin 2019, il était le dixième film le plus regardé en Turquie en 2019. Le clip vidéo de la chanson principale de la bande originale du film a été publié en février 2019. En juillet 2019, le sixième single de Boz, Aşk Bu, est publié par DMC. Écrite par Fikri Karayel et arrangée par Ozan Çolakoğlu, la chanson est publiée avec un clip vidéo enregistré à Şile. Mayk Şişman de Milliyet a décrit le single comme « l'une des chansons les plus frappantes de l'année, en particulier avec sa mélodie après le refrain. »
Le 14 février 2020, la chanson Can Kenarım, écrite par Bilal Sonses, est publiée par DMC. Arrangée par Mustafa Ceceli, la chanson est sortie avec un clip vidéo réalisé par Gülşen Aybaba.

## Discographie
Murat Boz est pianiste, violoniste, flûtiste et chanteur pop,. Aussi, il pense qu'il ne se contentera pas de chanter en live uniquement, il vise dans ses performances sur scène à se rapprocher de la chanteuse américaine Madonna. Il a lié cela au fait qu'il avait donné des cours de chant à Tarkan pendant longtemps, et a déclaré que cette analogie ne lui causait aucun dérangement. Murat Boz avait donné la priorité aux chansons au rythme rapide dans ses albums Maximum et Şans, tandis que dans son troisième album Aşklarım Büyük Benden, il n'accordait une place qu'aux chansons au rythme moyen.

### Albums studio
- 2007 : Maximum
- 2009 : Şans
- 2011 : Aşklarım Büyük Benden
- 2016 : Janti

### EP
- 2008 : Uçurum

### Album de remix
- 2012 Dance Mix

### Bande originale
- 2022 : Zeytin Ağacı

### Singles
- 2006 : Aşkı Bulamam Ben
- 2007 : Maximum
- 2007 : Püf (produziert von Tarkan)
- 2008 : Uçurum
- 2008 : Ben Aslında
- 2009 : Para Yok
- 2009 : Özledim
- 2009 : Her Şeyi Yak
- 2009 : Sallana Sallana
- 2009 : Gümbür Gümbür
- 2010 : İki Medeni İnsan (avec Soner Sarıkabadayı)
- 2010 : Buralardan Giderim
- 2010 : Hayat Sana Güzel
- 2011 : Hayat Öpücüğü
- 2011 : Aşklarım Büyük Benden
- 2011 : Yazmışsa Bozmak Olmaz (avec Ozan Doğulu)
- 2011 : Geri Dönüş Olsa
- 2011 : Kalamam Arkadaş
- 2012 : Bulmaca
- 2012 : Soyadımsın
- 2012 : Olmuyor (avec Oğuz Berkay Fidan)
- 2013 : İlk Anda (avec Erdem Kınay)
- 2013 : Vazgeçmem
- 2014 : Elmanın Yarısı
- 2014 : İltimas (avec Gülşen)
- 2015 : Güneye Giderken (avec Burak Özçivit et  Asli Enver)
- 2015 : A Be Kaynana
- 2016 : İyi Ki Doğdun
- 2016 : Dönerse Senindir
- 2016 : Janti
- 2016 : Adını Bilen Yazsın
- 2016 : Gün Ağardı (avec Ebru Gündeş)
- 2017 : Yana Döne
- 2018 : Hey (mit Ozan Doğulu)
- 2018 : Geç Olmadan
- 2019 : Öldür Beni Sevgilim
- 2019 : Leylim Ley (avec Ferat Üngür)
- 2019 : Aşk Bu
- 2020 : Can Kenarım
- 2020 : Kalben
- 2020 : Gece
- 2021 : Sevgilim
- 2022 : Sonsuza Dek (avec Ebru Gündeş)
- 2022 : Harbi Güzel

## Récompenses et nominations
| Année | Organisation                           | Catégorie                          | Candidat              | Résultat   | Réf.   |
| ----- | -------------------------------------- | ---------------------------------- | --------------------- | ---------- | ------ |
| 2007  | Papillon d'or                          | Meilleur nouvel soliste            | Murat Boz             | Lauréat    | [ 12 ] |
| 2007  | Prix de FM d'or d'Istanbul             | Meilleur nouvel artiste            | Murat Boz             | Lauréat    | [ 39 ] |
| 2007  | Prix du Kral des vidéo et musique turq | Meilleur nouvel artiste            | Murat Boz             | Lauréat    | [ 40 ] |
| 2009  | Prix de FM d'or d'Istanbul             | Meilleur album                     | Şans                  | Lauréat    | [ 41 ] |
| 2010  | Prix de la musique des Balkans         | Meilleur artiste homme en Balkan   | Murat Boz             | Nomination | [ 42 ] |
| 2010  | Prix de la musique des Balkans         | Meilleur chanteur turque en Balkan | Sallana Sallana       | Nomination | [ 42 ] |
| 2010  | Prix de la musique Pal FM              | Meilleur artiste homme             | Murat Boz             | Lauréat    | [ 42 ] |
| 2011  | Prix de Kral                           | Meilleur duo                       | İki Medeni İnsan      | Nomination | [ 19 ] |
| 2011  | Prix de radio Bozgachi                 | Meilleur artiste homme             | Murat Boz             | Nomination | [ 43 ] |
| 2012  | Papillon d'or                          | Meilleur chanteur de Pop turque    | Murat Boz             | Lauréat    |        |
| 2012  | Prix de Ille Style                     | Star de l'année                    | Murat Boz             | Lauréat    | [ 44 ] |
| 2012  | Prix de IN                             | Meilleur artiste de Pop            | Murat Boz             | Lauréat    | [ 45 ] |
| 2012  | Prix de vrai Pop                       | Meilleur artiste                   | Murat Boz             | Lauréat    | [ 46 ] |
| 2012  | Prix de vrai Pop                       | Meilleur soliste                   | Geri Dönüş Olsa       | Nomination | [ 46 ] |
| 2012  | Prix de Kral                           | Meilleur artiste                   | Murat Boz             | Lauréat    | [ 47 ] |
| 2012  | Prix des médias                        | Meilleur chanteur                  | Murat Boz             | Nomination | [ 48 ] |
| 2012  | Prix du magazine politique             | Album de l'année                   | Aşklarım Büyük Benden | Nomination | [ 49 ] |
| 2012  | Prix du magazine politique             | Chanteur principal                 | Aşklarım Büyük Benden | Nomination | [ 50 ] |
| 2012  | Prix du magazine politique             | Chanteur de pop turque             | Murat Boz             | Nomination | [ 50 ] |
| 2012  | Prix de l'Académie des consommateurs   | Meilleur chanteur de Pop           | Murat Boz             | Lauréat    | [ 51 ] |
| 2012  | Récompenses annuelles des propriétés   | Meilleur album                     | Aşklarım Büyük Benden | Lauréat    | [ 52 ] |
| 2013  | Prix de la musique de Turquie          | Meilleur artiste                   | Murat Boz             | Nomination | [ 53 ] |
| 2013  | Prix de la musique Pal FM              | Meilleur artiste                   | Murat Boz             | Nomination | [ 53 ] |
| 2014  | Papillon d'or                          | Meilleur chanteur Pop turque       | Murat Boz             | Lauréat    | [ 54 ] |